# Live at Arena Zagreb
Live at Arena Zagreb je koncertni album hrvatskih violončelista, 2Cellos, objavljen 2013. godine.

## Pozadina
Koncertni film snimljen je u zagrebačkoj Areni tijekom nastupa 2Cellosa, 13. lipnja 2012. godine. Koncert je značajan jer je, do tog trenutka, bio njihov najposjećeniji samostalni koncert. Na rasprodanom koncertu, prisustvovalo je preko 10.000 obožavatelja.
Tijekom prvog dijela koncerta, 2Cellos se na pozornici pridružila Zagrebačka filharmonija tijekom izvedbe klasičnog repertoara. U drugom dijelu koncerta, izvodili su pjesme sa svoja prva dva studijska albuma.
DVD je objavljen 21. kolovoza 2013., u Japanu, te 5. studenog 2013., u ostatku svijeta.

## Popis skladbi
1. Benedictus
2. Élégie, Op. 24
3. Gabriel's Oboe
4. Oblivion
5. Welcome to the Jungle
6. Purple Haze
7. Resistance
8. Californication
9. With or Without You
10. Where the Streets Have No Name
11. Viva la Vida
12. Human Nature
13. Smooth Criminal
14. You Shook Me All Night Long
15. Highway to Hell
16. Back in Black
17. When I Come Around
18. Smells Like Teen Spirit
19. Fields of Gold
20. Hurt
21. Zasluge
22. Iza scene

## Produkcija
- Kristijan Burlović – redatelj

2Cellos
- Luka Šulić – violončelo
- Stjepan Hauser – violončelo

Dodatni glazbenici
- Ivo Lipanović – dirigent
- Zagrebačka filharmonija
- Dušan Kranjc  – bubnjevi